# Katrin Wichmann

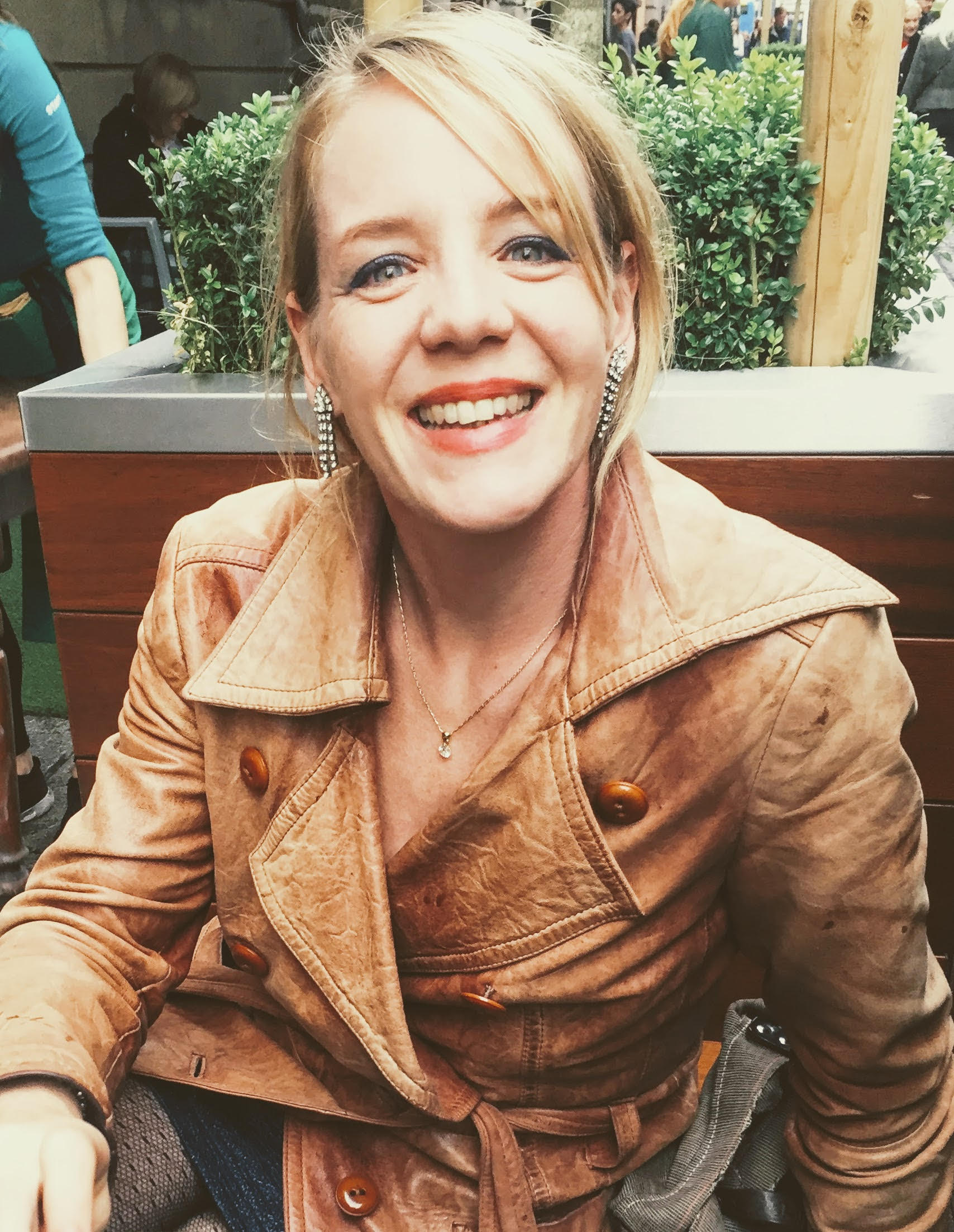
Katrin Wichmann, 2017

Katrin Wichmann (* 5. Juni 1978 in Braunschweig) ist eine deutsche Schauspielerin.

## Werdegang
Katrin Wichmann wuchs in Salzgitter auf. 1996 begann sie ihr Schauspielstudium an der Hochschule für Musik und Theater in Hannover, welches sie 2000 beendete. Anschließend ging sie nach Kassel und war dort bis 2002 am Staatstheater Kassel im Ensemble von Armin Petras. 2002–2003 lebte sie in Basel und war dort als Gast am Theater Basel tätig. 2003 zog Wichmann nach Hamburg, wo sie zunächst als Gast, ab 2005 als festes Ensemblemitglied am Thalia Theater arbeitete. 2009 folgte sie ihrem Intendanten Ulrich Khuon als festes Ensemblemitglied ans Deutsche Theater Berlin. Parallel wirkte sie in mehreren Kino- und Fernsehproduktionen sowie Hörspielen mit.
Katrin Wichmann ist Mutter von zwei Söhnen und wohnt mit ihrer Familie in Berlin-Charlottenburg.

## Bühne

### Staatstheater Kassel (2000–2002)
- 2000 Staatstheater Kassel „Hamlet“ – Regie: Armin Petras
- 2001 Staatstheater Kassel „Jungfrau von Orleans“ – Regie: Armin Petras
- 2002 Staatstheater Kassel „Leonce und Lena“ – Regie: Peter Kastenmüller
- 2002 Staatstheater Kassel „Limes“ – Regie: Sebastian Baumgarten

### Theater Basel  (2003)
- 2003 „Die Möwe“ – Regie: Albrecht Hirche

### Thalia Theater Hamburg (2004–2009)
- 2004 „Die Ratten“ – Regie: Armin Petras
- 2004 „Dies ist kein Liebeslied“ – Regie: Jorinde Dröse
- 2005 „Das Versprechen“ – Regie: Armin Petras
- 2005 „Buddenbrooks“ – Regie: Stephan Kimmig
- 2006 „Rose Bernd“ – Regie: Michael Thalheimer
- 2006 „One nite in Bangkok“ – Regie: Armin Petras
- 2006 „Herr Puntila und sein Knecht Matti“ – Regie: Michael Thalheimer
- 2007 „Die Welt zu Gast bei reichen Eltern“ – Regie: René Pollesch
- 2007 „Endstation Sehnsucht“ – Regie: Stephan Kimmig
- 2008 „Leonce und Lena“ – Regie: Dimiter Gottschef
- 2009 „JFK“ – Regie: René Pollesch

### Deutsches Theater Berlin (seit 2009)
- 2009 „Krankenzimmer Nr. 6“ – Regie: Dimiter Gottschef
- 2010 „Kinder der Sonne“ – Regie: Stephan Kimmig
- 2010 „Die Legende von Paul und Paula“ – Regie: Ilja Rupprecht
- 2010 „Die Weber“ – Regie: Michael Thalheimer
- 2011 „Fahr zur Hölle, Ingo Sachs“ – Regie: Studio Braun
- 2012 „Ödipus Stadt“ – Regie: Stephan Kimmig
- 2012 „Ihre Version des Spiels“ – Regie: Stephan Kimmig
- 2013 „Juno und der Pfau“ – Regie: Milan Peschel
- 2013 „Geschichten aus dem Wienerwald“ – Regie: Michael Thalheimer
- 2014 „Woyzeck“ – Regie: Sebastian Hartmann
- 2015 „Don Carlos“ – Regie: Stephan Kimmig
- 2015 „Nora“ – Regie: Stefan Pucher
- 2016  „Berlin Alexanderplatz“ – Regie: Sebastian Hartmann
- 2016 „Marat/Sade“ – Regie: Stefan Pucher
- 2017 „Gespenster“ – Regie: Sebastian Hartmann
- 2017 Der Hauptmann von Köpenick – Regie: Jan Bosse
- 2018 „Stille Trabanten“ (Clemens Meyer) – Regie: Armin Petras
- 2019 „Ode“ (Thomas Melle) – Regie: Lilja Rupprecht

## Filmografie

### Kino
- 2013: Innen.Bar.Nacht: Der Untergang der Titanic; Regie: Sophie Kluge
- 2014: Über-Ich und Du
- 2017: Zwei im falschen Film
- 2018: So viel Zeit

### Fernsehen
- 2000: Jenseits; Regie: Max Färberböck
- 2006: Stromberg; Regie: Arne Feldhusen
- 2007: Notruf Hafenkante – Herz an Herz; Regie: Thomas Durchschlag
- 2012: SOKO Leipzig – Elternabend; Regie: Oren Schmuckler
- 2012: Binny und der Geist; Regie: Sven Bohse
- 2014: Im Zweifel
- 2016: Der Tatortreiniger – Sind sie sicher?; Regie: Arne Feldhusen
- 2017: Tatort: Amour Fou
- 2017: SOKO Wismar – Der Überfall; Regie: Dirk Pientka
- 2017: Beck is back; Regie: Ulli Baumann
- 2017: Ausgerechnet Sylt
- 2019: Tatort: Borowski und das Glück der Anderen
- 2019: Polizeiruf 110: Mörderische Dorfgemeinschaft
- 2019: Frau Jordan stellt gleich – Lesben und Katholikinnen
- 2019: Prof. Wall im Bordell; Regie: Stefan Krohmer
- 2020: Wolfsland – Kein Entkommen
- 2021: Sörensen hat Angst
- 2022: Jenseits der Spree: Zwischen den Welten (Fernsehserie)
- 2023: Sörensen fängt Feuer
- 2024: Alles gelogen (Fernsehfilm)

## Hörstücke (Auswahl)
- 2010 „Hotel California“ RBB
- 2010 „Liebesrap“ Deutschlandfunk Regie: Jean Claude Kuner
- 2011 „Keren Cytter – White Diaries“ Deutschlandfunk Regie: Jean Claude Kuner
- 2013 „Wir fallen nicht“ WDR
- 2014 „Besser gleich ins Herz“ MDR
- 2015 „Mein ein und alles“ SWR

## Auszeichnungen
- 2007: Boy-Gobert-Preis der Körber-Stiftung in Hamburg
- 2019: Deutschen FernsehKrimi-Preis für ihre Leistung im Tatort: Borowski und das Glück der Anderen als beste Darstellerin
- 2021: Deutscher Schauspielpreis in der Kategorie Schauspielerin in einer komödiantischen Rolle für Sörensen hat Angst
- 2022: Grimme Preis für "Sörensen hat Angst"
- 2024: Deutscher Schauspielpreis 2024: Auszeichnung in der Kategorie Duo mit Bjarne Mädel für Sörensen fängt Feuer[2]